# Region Rio Claro-Mayaro
Rio Claro-Mayaro - to jeden z dziewięciu regionów Trynidadu i Tobago. Powierzchnia tej Korporacji wynosi 852.81 km² i jest drugą co do wielkości. Siedzibą władz jest Rio Claro.

## Największe miasta
- Rio Claro
- Mayaro
- Guayaguayare